# Сяо-гун (Цінь)
Сяо-гун (кит.: 秦孝公; 381 до н. е. — 338 до н. е.) — правитель царства Цінь у 362—338 роках до н. е.

## Життєпис
Походив з династії Ін. Син Сянь-гуна. При народженні звався Цюйлян. Спадкував трон 362 року до н. е. Перші 2 роки панування тривала війна з державою Вей.361 року до н.е. було заборонено приносити у жертву людей для супроводу померлих, 360 року до н.е було обнесено стіною місто Ліян.
З метою посилення держави намагався долучати до себе талантовитих чиновників та військовиків, тому розіслав оголошення, закликаючи допомогти йому зміцнити Цінь, пообіцявши винагороду за високі посади і землі в обмін на їхню службу. З цього часу починається новий етап розвитку царства. Уродженець царства Вей, прихильник школи легистів Гунсунь Ян (згодом відомий як Шан Ян) відгукнувся на цей заклик і приїхав до Цінь. Здобувши довіру Сяо-туна, він 359 року до н. е. змінив старі закони і впровадив нові в дусі легизму: були знову складені подвірні списки; кожна людина, що мала військові заслуги, діставала в нагороду титул відповідно до значення заслуги; нагороджували тих, хто займався хліборобством і ткацтвом; усі аристократи, які не мали військових заслуг, були позбавлені своїх звань і положення. До кінця його панування Цінь перетворилася на мілітаристську державу.
Проведення реформ викликало внутрішні конфлікти, оскільки знать та чиновництво намагалося чинити спротив, втім усе це було придушено Сяо-гуном. Втім процесом змін скористалося держава Вей, яке у 357 році до н. е. атакувало землі Цінь, завдавши останньому поразки. В результаті було втрачено міста Чжідо і Ченлу (в долині річки Вей), внаслідок цього ворог здобув плацдарм для наступу на столицю — Юеян. Втім вже у 354 році до н. е. цінські війська захопили місто Шаолян у царства Вей. Незабаром було захоплено столицю останнього — Ан'ї, але того ж року повернуто назад. 352 року до н.е. було завдано поразки коаліції Вей і Хань в битві при Шимені. В результаті цього міжріччя Лохе і  Хуанхе перейшло під владу  Цінь, а Хуанхе стала кордоном між державами.

Цінь та її сусіди за часів Сяо-гуна

У 350 році до н. е. столицю царства було перенесено до міста Сяньян. Після цього почалася нова низка реформ Шан Яна. Було об'єднано всі маленькі міста, села і поселення в великі повіти. У царстві було створено 41 повіт — «сянь». Таким чином, були знищені залишки політичного впливу спадкової аристократії. Водночас було знищено межі між полями і земляні насипи на кордонах полів, визнано право кожної людини на нове розорювання землі, встановлено податок в залежності від площі землі. Також було уніфіковано міри об'єму (доу і тун), міри ваги (цюань і хен), міри довжини (чжан і чи). У всьому царстві при обміні товарів тепер використовували єдину систему мір і ваг. Крім того, заборонено жити разом батькові, синам і братам, знищивши тим самим залишки старих звичаїв племен жун і ді, чим сприяло завершення покитайчення цих народів. Також Сяо-гун активно сприяв міграції взахоплених землях, освоєнню їх землеробами.
348 року до н.е. запрацювала нова фіскальна система в державі, почали стягувати податі. 343 року до н.е. Сяо-гун отримав титул ба (гегемона) й визнання серед чжухоу (правилетів). Помер Сяо-гун 338 року до н. е. Йому спадкував син Си.